# Бін (фільм)
«Бін» (англ. Bean, також відомий як: Бін: Кіно останнього лиха та Містер Бін: Кіно) — британський комедійний фільм 1997 року з Роуеном Аткінсоном у головній ролі. Прем'єри відбулися 3 липня, 1 серпня та 7 листопада. Продовження однойменного серіалу про містера Біна. Режисером виступив Мел Сміт, продюсерами — П. Бенет-Джонс, Т. Беван, Е. Фелнер, Р. О'Браєн, Р. Аткінсон. Сценарій написали: Р. Кертіс і Р. Дріскол. Композитор — Говард Гудел. Монтаж — К. Бланден. Бюджет картини склав 18 мільйонів доларів США. У світовому прокаті фільм зібрав $250 млн. Підзаголовком стрічки є слова: «Бійтесь. Дуже бійтесь. У містера Біна є паспорт».

## Сюжет
Містер Бін поспішає на роботу. Він працює у Королівській Національній Галереї в Лондоні. Усі інші робітники галереї прагнуть звільнення цього наглядача зали, окрім голови, який дуже давно взяв його на цю посаду. Американська мистецька галерея у Лос-Анжелесі придбала у Франції картину Джеймса Вістлера «Мати Вістлера». Керівництво вирішило відправити містера Біна як доктора філософії та експерта у США, щоб він прочитав лекцію про цю картину. У галереї ж Лос-Анжелесу портрет призвів до небувалого ажіотажу. Біна мав зустріти співробітник галереї Девід Ленглі, у якого вдома той і мав оселитись. Містер Бін прилетів першим класом, але не без пригод (намагаючись розвеселити хлопчика, якому стало погано, він випадково забруднив поважного пасажира). У аеропорту англійця здивувало те, що у полісменів були пістолети. Він удав, ніби у нього теж є зброя, через що охоронці почали його переслідувати. Бін потрапив у поліцію, але звідти його забрав Девід Ленглі. Бін відвідав Грірсонську галерею мистецтв, де йому доручили виголосити промову на презентації картини. Сім'я Девіда, проте, не бажала жити з дивним «доктором», до того ж він розбив родинну реліквію, а тому дружина Девіда з дітьми поїхала до бабусі. Містер Бін сподобався лише сину Девіда, Кевіну. Девід запропонував Біну подивитись галереї міста, але той запропонував відвідати парк розваг. Там Ленглі і Бін потрапили на відеосимулятор американських гірок. Щоб було цікавіше, містер Бін зробив максимальну швидкість руху, що жахливо вплинуло на інших відвідувачів, а сам «доктор» потрапив у поліцію знову. Коли вони повернулись додому, у гості прибули шеф Девіда та його дружина. Приготувати було нічого, тому Бін поклав у мікрохвильову піч велику індичку, яка вибухнула, забруднивши весь дім Девіда. Гості пішли, проте повернулась родина Ленглі, хоча побачивши, що Бін все ще тут, вони знов поїхали. Девід розпитав Біна і з'ясував те, що той не доктор.

Мати Вістлера

Наступного дня Девід і Бін прибули у галерею, щоб побачити картину, яка тепер мала залишатись у сейфі до презентації. Поки співробітники галереї перевіряли систему охорони, Бін залишився сам з картиною. Він почав її роздивлятись зблизька, але чхнув на обличчя матері Вістлера. Бін вирішив витерти портрет серветкою, але та виявилась у чорнилі ручки, що потекла, і він забруднив картину ще й чорнилом. Англієць поквапився перенести шедевр у підсобку, де вивів пляму розчинником. Але вивелось не лише чорнило, а й фарба: тепер на картині не було обличчя старенької. Тому містер Бін намалював його ручкою, проте вийшло якесь обличчя з мультфільму. Він показав картину Девіду, чим дуже його нажахав. Вони сховали картину у сейфі й поїхали у бар. Девід вирішив, що його звільнять і посадять до в'язниці. Там вони вирішили втопити горе в алкоголі. Уночі вони повернулись додому, де на них чекала родина. Кевін розповів Біну, що має плакати, а це наштовхнуло того на думку використати плакат картини. Містер Бін приїхав до галереї і підмішав охоронцю в каву проносне. Доки той намагався потрапити в туалет (Бін поміняв місцями ключі), містер Бін вирізав з рами оригінал і замінив плакатом.
Зранку Девід, Бін та генерал, який придбав картину, прибули в галерею, а донька Девіда поїхала з приятелем кататись на мотоциклі. Містеру Біну причепили бейджик з написом «Доктор Бін». Девід був шокований, коли побачив, що картина неушкоджена. Містер Бін проголосив промову, яка усім сподобалась. Раптом прибула поліція і повідомила, що Дженіфер Ленглі потрапила в аварію і зараз у лікарні. Вони вирушили до лікарні, але лейтенант Брутус вирішив по дорозі затримати грабіжника зі зброєю, який його поранив. Його теж привезли до цієї ж лікарні. Медсестра у лікарні повідомила, що Дженіфер не приходить в себе. Вона також побачила у містера Біна напис «доктор Бін», подумала, що він хірург, і відвела на операцію. Бін мав оперувати Брутуса. Доки всі лікарі відлучились, Бін вирішив з'їсти цукерку, але упустив її. Вона потрапила у розріз на тілі Брутуса. Бін за нею поліз і дістав кулю, але потім поклав її назад. Після цього дістав цукерку та з'їв її. Лікарі повернулись, і Бін на їхніх очах дістав з Брутуса кулю.
Бін вийшов з операційної і зустрів Девіда. Той не впізнав його через маску і відвів до Дженіфер. Містер Бін вирішив використати дефібрилятор, але сам отримав удар струмом. Його відкинуло на Дженіфер і вона прокинулась. Її батьки спитали у доктора, чим вони можуть йому віддячити, на що він попросився пожити тиждень ще у них і відкрив їм своє обличчя. Ленглі погодились.
Девід покатав Біна по місту, а наостанок той вирішив щось подарувати новим друзям. Девіду він подарував коробку проносного, його дружині — лоток яєць, доньці — ляльку Барбі, а сину — такий самий костюм, як і у нього. Ленглі ж подарували Біну одяг, як і у Кевіна. Отож, Девід відвіз Біна в аеропорт і той полетів додому. У себе вдома Бін лягав спати разом зі своїм іграшковим ведмедиком і дивився на оригінал картини Вістлера, який він зіпсував. У кінці фільму містер Бін прощається з глядачами і йде.

## У ролях
- Містер Бін — Роуен Аткінсон
- Девід Ленглі — Пітер МакНікол
- Дженіфер Ленглі — Трісія Вессі
- Елісон Ленглі — Памела Рід
- Кевін Ленглі — Ендрю Лоуренс
- Голова — Джон Міллс
- Джордж Грірсон — Харіс Юлін
- Генерал Ньютон — Берт Рейнольдс
- Елмер — Ларрі Дрейк
- Берніс Шімель — Сандра О
- Охоронець — Денні Голдрінг
- Стінго Вілі — Джонні Галецкі
- Детектив Батлер — Кріс Елліс
- Лорд Уолтон — Пітер Іган
- Герет — Пітер Капальді
- Делайла — Джун Браун
- Доктор Розенблюм — Пітер Джеймс
- Лейтенант Брутус — Річард Гент